# Ruabon
Ruabon (walesiska: Rhiwabon) är en ort och community i Storbritannien.   Den ligger i kommunen Wrexham och riksdelen Wales, i den södra delen av landet, 250 km nordväst om huvudstaden London.